# Claudia Wurzel
Claudia Wurzel (* 1. Mai 1987 in Marburg, BR Deutschland) ist eine ehemalige italienische Ruderin. Sie nahm im Zweier ohne Steuerfrau an den Olympischen Sommerspielen 2012 teil. 2010 wurde sie Vizeeuropameisterin im Vierer ohne Steuerfrau und 2012 im Achter.

## Karriere
Claudia Wurzel wuchs die ersten Jahre in Deutschland auf, bis ihre Familie berufsbedingt 1998 nach Italien umzog. 2001 begann sie dann über den Tag der offenen Tür bei Società Canottieri Lario "G.Sinigaglia" mit dem Rudersport. 2004 gab sie ihr internationales Debüt im Achter bei den Junioren-Weltmeisterschaften. Mit Francesca Gallo, Alice Lombardi, Claudia Bellini, Camilla Espana, Valentina Tessera, Denise Tremul, Silvia Martin und Erica Ippolito verpasste sie das A-Finale. Im B-Finale belegten die Italienerinnen den zweiten Platz, womit sie am Ende Achte wurden. Im Jahr 2005 startete sie im Vierer ohne Steuerfrau bei der Junioren-Weltmeisterschaft. Zusammen mit Cleonice Renzetti, Denise Tremul und Camilla Espana gewann sie den Titel vor den Booten aus Belarus und Deutschland. 2006 gab sie ihr Debüt im Ruder-Weltcup. Beim ersten Weltcup der Saison in München startete sie zusammen mit Cleonice Renzetti im Zweier ohne Steuerfrau. Die beiden belegten den dritten Platz im D-Finale und damit in der Endabrechnung Platz 21. Ab 2007 studierte sie an der Ohio State University und ruderte für das Universitätsteam.
2008 ging sie mit Cristina Romiti, Gioia Sacco und Camilla Espana im Vierer ohne Steuerfrau bei der U23-Weltmeisterschaft an den Start. Die vier Italienerinnen gewannen die Goldmedaille vor den Booten aus den Niederlanden und Großbritannien. Im Jahr 2009 startete sie beim dritten Weltcup der Saison in Luzern im Vierer ohne Steuerfrau. Zusammen mit Veronica Pizzamus, Silvia Martin und Camilla Espana fuhr sie als vierte über die Ziellinie. Anschließend starteten die vier auch bei der U23-Weltmeisterschaft im Vierer ohne. Hinter dem Boot aus Belarus konnten sie die Silbermedaille gewinnen. 2010 machte sie einen Doppelstart bei den Europameisterschaften im Zweier ohne und im Vierer ohne. Während sie im Zweier ohne mit Valentina Calabrese als vierte noch knapp an den Medaillen vorbeifuhr, konnten die beiden zusammen mit Samanta Molina und Gioia Sacco im Vierer ohne die Silbermedaille gewinnen.
2011 ging sie beim ersten Weltcup der Saison in München mit Sara Bertolasi im Zweier ohne Steuerfrau an den Start. Die beiden belegten den dritten Platz im B-Finale und schlossen damit den Wettbewerb auf Platz neun ab. Beim dritten Weltcup in Luzern fuhren die beiden als fünfte im B-Finale über die Ziellinie und belegten damit den 11. Platz. Bei der Weltmeisterschaft gewannen die beiden das B-Finale, was in der Endabrechnung Platz sieben bedeutete. Mit dem siebten Platz qualifizierten sich die beiden für die Olympischen Sommerspiele 2012 in London. Es war nicht nur das erste Mal, dass Italien sich im Zweier ohne Steuerfrau für die Spiele qualifizieren konnte, sondern sogar das erste Mal überhaupt, dass sich ein italienisches Frauen-Riemenboot für Olympische Spiele qualifizieren konnte.
Zum Abschluss der Saison gewannen sie hinter den Booten aus Rumänien und Belarus die Bronzemedaille im Zweier ohne bei der Europameisterschaft. Beim zweiten Weltcup der Saison 2012 in Luzern belegten die beiden den vierten Platz im B-Finale und damit am Ende Platz 10. In München konnten die beiden dann beim dritten Weltcup das B-Finale gewinnen und erreichten damit den siebten Platz. Anschließend starteten die beiden als einzige italienische Frauenmannschaft bei der olympischen Ruderregatta. Nach dem fünften Platz im Vorlauf mussten die beiden in den Hoffnungslauf. Im Hoffnungslauf reichte es nur zum vierten Platz, womit sie es verpassten sich für das A-Finale zu qualifizieren. Im B-Finale belegten sie dann den vierten Platz, so dass sie am Ende 10. im Zweier ohne Steuerfrau bei den Olympischen Spielen wurden. Zum Abschluss der Saison machten sie einen Doppelstart bei den Europameisterschaften im heimischen Varese im Zweier ohne und im Achter. Während sie im Zweier ohne mit dem vierten Platz die Medaillenränge verpassten, konnten sie im Achter mit Sara Magnaghi, Alessandra Patelli, Giada Colombo, Gabriella Bascelli, Gaia Palma, Enrica Marasca und Federica Cesarini hinter dem Boot aus Rumänien die Silbermedaille gewinnen.
Nachdem sie ihren Abschluss an der Universität Pavia gemacht hatte, entschied sie sich dafür ihre Karriere zu beenden um sich auf ihre berufliche Karriere zu konzentrieren.

## Internationale Erfolge
- 2004: 8. Platz Junioren-Weltmeisterschaften im Achter
- 2005: Goldmedaille Junioren-Weltmeisterschaften im Vierer ohne Steuerfrau
- 2008: Goldmedaille U23-Weltmeisterschaften im Vierer ohne
- 2009: Silbermedaille U23-Weltmeisterschaften im Vierer ohne
- 2010: Silbermedaille Europameisterschaften im Vierer ohne
- 2010: 4. Platz Europameisterschaften im Zweier ohne Steuerfrau
- 2011: 7. Platz Weltmeisterschaften im Zweier ohne
- 2011: Bronzemedaille Europameisterschaften im Zweier ohne
- 2012: 10. Platz Olympische Spiele im Zweier ohne
- 2012: Silbermedaille Europameisterschaften im Achter
- 2012: 4. Platz Europameisterschaften im Zweier ohne

## Privatleben
Sie lebt mit ihrem Mann und ihren zwei Kindern in China.

## Berufsweg
Claudia Wurzel hat einen Bachelor in Politische Ökonomie im EU-Bereich an der Ohio State University mit Auszeichnung gemacht. Anschließend machte sie einen Master in internationaler Wirtschaftspolitik an der Universität Pavia.